# Huerta de Arriba
Huerta de Arriba est une commune d'Espagne dans la communauté autonome de Castille-et-León, province de Burgos. Elle s'étend sur 33,18 km2 et comptait environ 135 habitants en 2011.